# Sąsiad dziwaczek

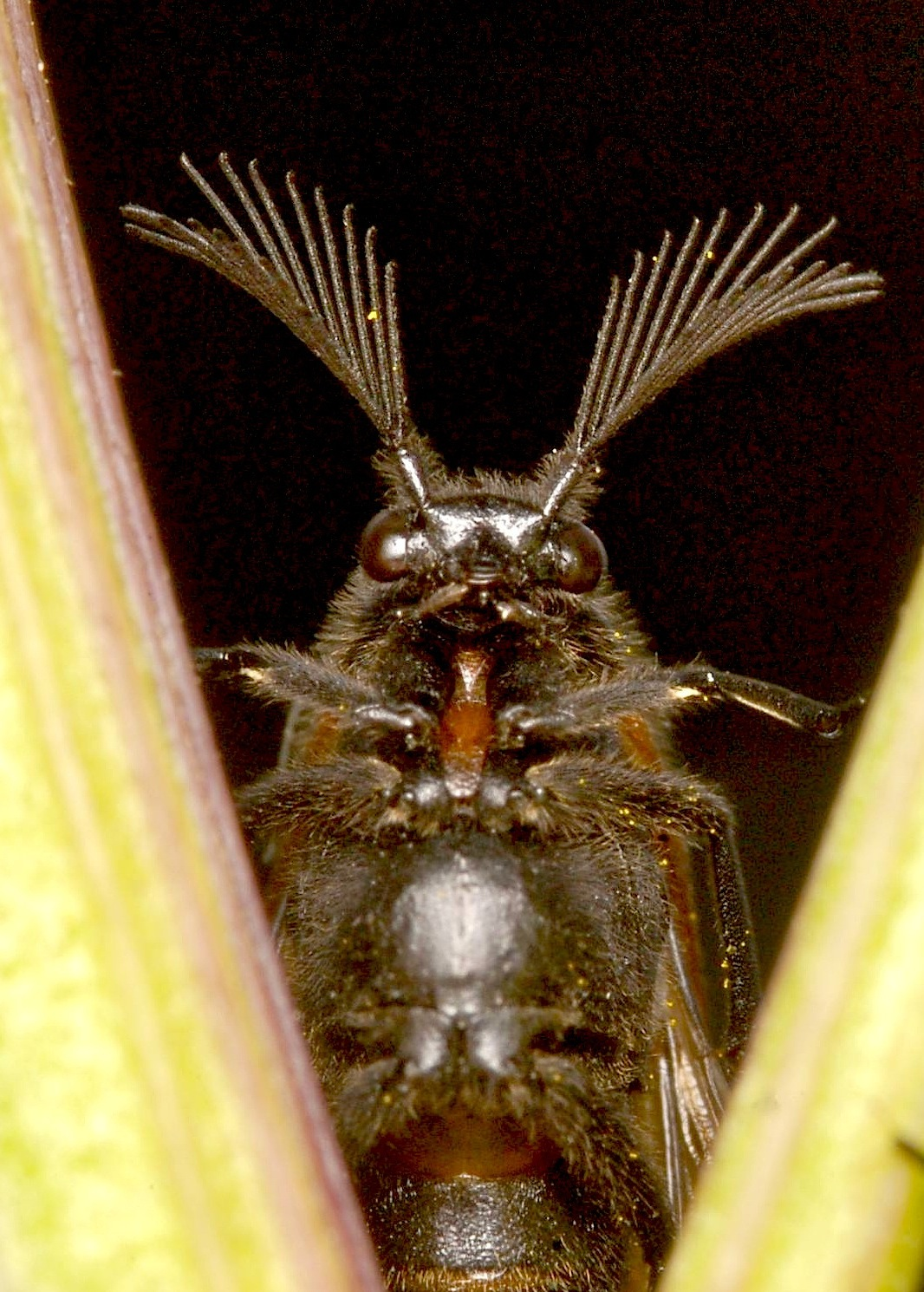
Osobnik widziany od spodu

Sąsiad dziwaczek lub natręt (Metoecus paradoxus) – gatunek chrząszcza z rodziny wachlarzykowatych. Występuje w niemal całej Europie, na Kaukazie i w Japonii. W cyklu życiowym tego gatunku występuje typowe nadprzeobrażenie (hipermetamorfoza). Larwy tego chrząszcza są parazytoidami os. Wnikają do gniazd os i żywią się ich czerwiami. Dorosłe osobniki (imagines) osiągają od 8 do 12 mm długości. Po wyjściu z gniazd os nie przyjmują pokarmu, łączą się w pary w celu rozmnożenia i wkrótce giną.

## Taksonomia
Gatunek został opisany w 1761 pod nazwą Mordella paradoxa przez Linneusza. W 1792 roku Johan Fabricius przeniósł opisane do tej pory dwadzieścia gatunków wachlarzykowatych, w tym M. paradoxa, do rodzaju Ripiphorus. Do 1855 chrząszcze te były zaliczane do schylikowatych, dopóki Carl Gerstaecker nie wydzielił ich w osobną grupę. Nowa rodzina wachlarzykowatych została opisana w 1870 roku przez Gemmingera i Harolda, a Ripiphorus paradoxus został gatunkiem typowym. Obecnie najczęściej zalicza się ten takson do rodzaju Metoecus.

## Nazewnictwo
Łacińska nazwa rodzaju Metoecus pochodzi z greckiego μέτοικος (métoikos) i oznacza obcego, imigranta. Nazwa gatunkowa paradoxus odzwierciedlała fakt, że długo nic nie było wiadomo o biologii tego owada. W polskim piśmiennictwie stosuje się także nazwy zwyczajowe: sąsiad dziwaczek lub natręt. Rosyjscy entomolodzy używają nazwy веерник обыкновенный (albo веерник парадоксальный, wiejernik obyknowiennyj albo wiejernik paradkosalnyj). Angielska nazwa to  wasp-nest beetle, niemiecka Wespenkäfer, czeska vějířník nádherný (także vějířník nápadný, vějířník podivný).

## Morfologia
Imagines mają od 8 do 12 mm długości.
Głowa mała, szeroka, sercowata, niewidoczna z góry, wydłużona w wymiarze grzbietowo-brzusznym. Oczy z przodu lekko wycięte. Nadustek i czoło są względem siebie ustawione pod kątem prostym. Czułki osadzone między oczami, jedenastoczłonowe, obustronnie grzebieniaste u samców, jednostronnie grzebieniaste u samic. Pierwszy człon wydłużony. Narząd gębowy gryzący. Głaszczki szczękowe owłosione, czteroczłonowe, pierwszy człon bardzo mały, drugi i trzeci największe; skrócone skośnie. Warga górna długa i wąska. Żuchwy z wydłużonymi żuwkami zewnętrznymi.
Tułów spłaszczony bocznie, łukowato wysklepiony. Przedplecze gęsto i płytko punktowane. Kształt przedplecza dzwonkowaty, wzdłuż środka głęboka i szeroka bruzda; u samców jej środkiem przebiega krótka i niska listewka. Boki podstawy przedplecza są głęboko wycięte. Tarczka przykryta przez klinowato wyciągnięty nad pokrywy środek podstawy przedplecza. Pokrywy wydłużone, nie pokrywają całego odwłoka, nie schodzą się ze sobą na całej długości; klinowato zwężone. Pokrywy są płytko i gęsto, nieregularnie punktowane. Druga para skrzydeł lotna. Odwłok widoczny między rozchylonymi pokrywami, tergity ustawione skośnie do osi ciała, dystalne segmenty odwłoka nie wtłoczone w poprzedzające.
Odnóża kroczne długie i smukłe, nogi drugiej i trzeciej pary dłuższe niż pierwszej. Środkowe i tylne golenie zaopatrzone w dwie długie i cienkie ostrogi (kolce), przednie golenie bez kolców. Stopy (tarsi) w układzie 5–5–4, dłuższe od goleni. Na przedstopiu dwa pazurki. Pazurkowy człon stopy niewycięty na końcu. Pazurki są rozszczepione na końcach i nie mają ząbka u podstawy.
U imagines występuje dymorfizm i dychroizm płciowy (odmienne zabarwienie u owadów różnej płci). Samce mają pokrywy żółtobrunatnej barwy, samice różnią się krótszymi, jednostronnie grzebieniastymi czułkami i czarnym (zazwyczaj) zabarwieniem pokryw z wyjątkiem żółtego tylnego brzegu przedplecza.
Wyróżnia się kilka odmian barwnych:
- M. paradoxus var abdominalis Gradl, 1882
- M. paradoxus var apicalis Gradl, 1882
- M. paradoxus var flavoniger  Gradl, 1882
- M. paradoxus var macularis  Gradl, 1882
- M. paradoxus var nigriventris  Gradl, 1882
- M. paradoxus var nigrescens  Gradl, 1882
- M. paradoxus var notiventris  Gradl, 1882
- M. paradoxus var semiflavus  Gradl, 1882

## Biologia

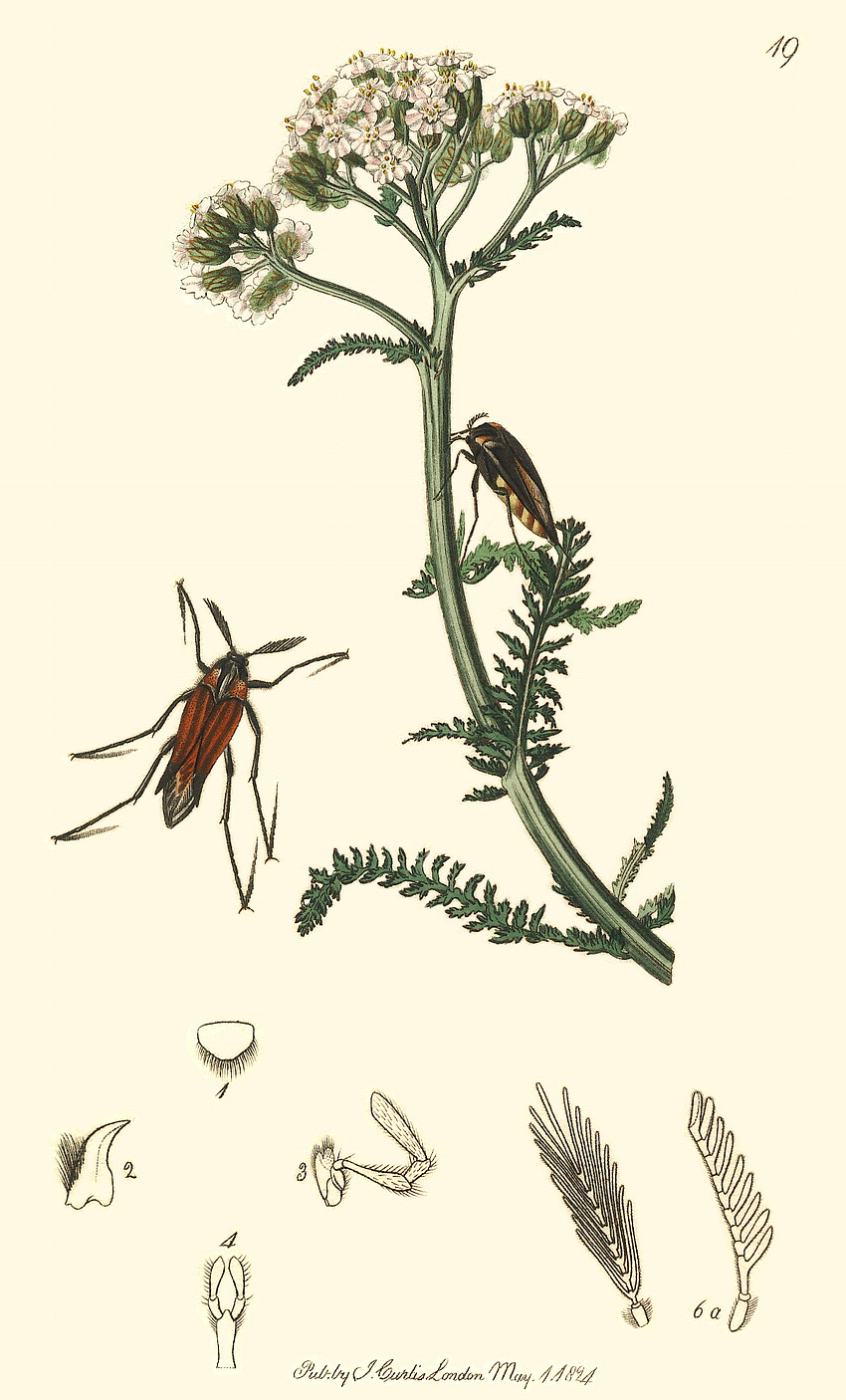
Rycina przedstawiająca dorosłe osobniki, jeden z nich na krwawniku pospolitym

Pasożytnictwo u Metoecus paradoxus sugerował już John Obadiah Westwood w 1864 roku. Nietypowy cykl życiowy sąsiada dziwaczka został poznany dzięki pracom Thomasa Algernona Chapmana, który początkowo uważał M. paradoxus za komensala os, ale później był pierwszym, który opisał larwy tego gatunku. Ważne obserwacje poczynili także Smith (1870), Murray (1870) i Rouget (1873).
W rozwoju sąsiada dziwaczka występuje hipermetamorfoza (nadprzeobrażenie). Samice składają jaja pod koniec lata, w szczelinach zbutwiałego drewna bielastego, będącego typowym materiałem wykorzystywanym do budowy gniazd przez osy ziemne. Moment składania jaj nie był obserwowany w naturze, ale w warunkach laboratoryjnych samice chętnie składały duże ilości jaj, wykorzystując do tego długie i giętkie, teleskopowo wysuwane pokładełko. Jaja są białe, stosunkowo małe, pokryte śluzową substancją.
Z jaj wylęgają się wczesną wiosną małe (0,5–0,7 mm długości), ruchliwe, czarne larwy typu triungulinusa. Mają długie odnóża zakończone przyssawkami. Larwy są pasożytami (parazytoidami) os, głównie osy pospolitej i osy dachowej (Vespa japonica w Japonii; także Vespa lewisi). Nie jest jasne, w jaki sposób dostają się do podziemnego gniazda os, prawdopodobnie osy zabierają larwy z drewnem do budowy gniazda lub larwy przyczepiają się do os i przenoszone są przez nie do gniazda. Wiadomo, że tam larwa atakuje czerwia i rozwija się przez dłuższy czas jako pasożyt wewnętrzny. Larwy sąsiada dziwaczka nie atakują czerwi od razu – wydaje się, że czekają do 4. lub 5. stadium (instar) czerwia. Po pewnym czasie larwa wygryza otwór w tułowiu czerwia i opuszcza go, linieje, a wylinką zatyka wygryziony otwór. Później owija się wokół żywego jeszcze czerwia, wygryza drugi otwór blisko końca głowowego i wysysa zawartość ciała; jako larwa drugiego stadium jest więc pasożytem zewnętrznym. Potem linieje jeszcze cztery razy (zatem liczba stadiów ektopasożytniczych wynosi 5, a ogółem 6 – w starszym piśmiennictwie podaje się liczbę tylko trzech instar chrząszcza), pożera wszystkie pozostałości gospodarza (oprócz narządu gębowego) i przepoczwarcza się w komórce plastra.
Jedna larwa do rozwoju potrzebuje tylko jednego czerwia. Możliwe jest superpasożytnictwo (powtórne spasożytowanie już zaatakowanego przez inną larwę czerwia), ale przeżywa wtedy tylko jedna larwa Metoecus. Od wyklucia się larw z jaj do osiągnięcia stadium imago mijają 24 dni. Švácha podaje, na podstawie ograniczonej liczby obserwacji, że stadia larwalne od drugiego do piątego trwały (w temperaturze pokojowej), odpowiednio, 21–28, 23–25, 23–26, 32–39 godzin. Szóste stadium trwało kilka dni. Stadium poczwarki trwa w temperaturze pokojowej około 10 dni. Zaatakowane komórki plastra można poznać po jaśniejszej barwie i płaskim wieczku.
Dwa dni po opuszczeniu gniazda przez osy, dorosłe chrząszcze również opuszczają gniazdo (zazwyczaj odbywa się to późnym przedpołudniem), wygryzając otwór wokół obwodu wieczka komórki plastra. Imagines łączą się w pary niedaleko gniazda lub nawet wewnątrz niego. Nie przyjmują pokarmu i wkrótce giną. W Polsce pojawiają się dwie generacje, wiosenna i bardziej liczna jesienna.
Osobniki sąsiada dziwaczka nie są atakowane przez osy, mimo ich zdolności do rozpoznawania intruzów. Zaproponowano, że odgrywa tu rolę mechanizm chemicznej mimikry. Gdy przeprowadzono analizę składu węglowodorów pokrywających oskórek os i chrząszczy, wykazano, że Metoecus częściowo naśladuje profil węglowodorowy kolonii gospodarza, być może w stopniu wystarczającym do uniknięcia ataku. Z 95 związków występujących u os, u sąsiada stwierdzono 29. Doświadczalnie wykazano, że chrząszcze przeniesione z kolonii, w której się rozwijały, do obcej kolonii os, były częściej atakowane.

## Rozmieszczenie
Występuje w Europie, m.in. w Polsce (wykazano jego obecność np. w okolicach Kielc, Gdańska i Górnego Śląska – figuruje na Czerwonej liście chrząszczy Górnego Śląska, w Sudetach, Beskidach i na Mazurach); na Litwie, Łotwie, Słowacji, w Czechach, europejskiej części Rosji, na Ukrainie, w Niemczech, Austrii, Francji, Belgii, Holandii, Wielkiej Brytanii, Hiszpanii, we Włoszech, w Irlandii, Finlandii, Norwegii, a także w Japonii.
Imagines stosunkowo często spotykane są w pobliżu zabudowań, a nawet w budynkach mieszkalnych.

## Znaczenie ekologiczne
Przyjmuje się, że owady te nie wpływają znacząco na populację os ze względu na swoją rzadkość. Podejmowano jednak próby użycia tego gatunku w walce z osami w Nowej Zelandii.